# Мерал Акшенер
Мерал Акшенер (тур. Meral Akşener; Измит, 18. јун 1956) је турски политичар. Била је министар унутрашњих послова и потпредсједник парламента. 2016. године, предводила је опозициону групу унутар Странке националистичког покрета, против њеног вође Девлета Бахчели. 25. октобра 2017. године, основала је Добру странку, чији је и лидер.

## Младост и приватни живот
Мерала Акшенер је рођена 18. јула 1956. године у Гундогду округа Измит, Коџаели. Њен отац је Тахир Омер а њена мајка Сидика, они су Балкански муслимани из Солуна. Они су дио стотина хиљада који су напустили Грчку и преселили се у Турску 1923. године.
Студирала је историју на универзитету у Истанбулу, постдипломске студије је завршила на универзитету Мармара тако што је стекла докторат из историје. Затим је радила као предавач на Техничком универзитету Јилдиз, и универзитету у Мармара пре него што је започела политичку каријеру.
Акшнер је описана као побожни муслиман, и редовно се моли. Позната је својим присталицама као Асена, по митској вучици.

## Политика
Дала је отказ на универзитету 1994. године и започела политичку каријеру на генералним изборима 1995. године као посланик Партије Правог Пута у покрајини Истанбул. Акшнер је била  министар унутрашњих послова од 8. новембра 1996. године, до 30. јуна 1997. године, заменивши Мехмета Агара, који је дао отказ због учешћа у скандалу Сусурлук. Касније је приморана да поднесе оставку након војног меморандума из 1997. године.
Акшнер је поново изабрана у парламент на општим изборима 1999. године као посланик провинције Коџаели. Касније је поново изабрана на општим изборима 2007. и 2011. да представљаја Странку националистичког покрета у провинцији Истанбул.
Изабрана је за потпредседника парламента заједно са Гулдал Мумцу, још једном женом политичарком, оне су прве жене на тој позицији послије Нермин Нефтци која је изабрана да буде прва подпредсједница 1968.
Она је напустила  Странку националистичког покрета 2016. године након разлажења у ставовима, након што је  председник Реџепа Ердоган поднио захтјев за промјену Турског устава. Тада је обећала да ће основати сопственз партију. Она је кандидат на предсједничким изборима 2018.
Објавила је оснивање Добре Странке 25. октобра 2017. године и открила свој лого и циљеве. "Ја то зовем покрет храбрих", - рекла је она. У свом првом обраћању својим присталицама, Акшнер је рекала да она сматра да је турска демократија "под претњом" а Добра Странка жели да слободно друштво и да поправи проблеме турског судског система. Акшнер је такође изјавила да "медији не би требало да буде под притиском. Демократско учешће, јак парламент и држава су незамјенљиви. Ми ћемо демократизовати закон о политичким странкама у складу са демократским принципима и критеријумима Венецијанске комисије." Акшнер је рекла да многи који се прикључују њеном покрету су млади Турци који "пате под ограничењима" која им намеће држава на јавна окупљања, слободу говора и ограничења наметнута према медијима.